# 太和洞建筑遗址
太和洞建筑遗址，位于中国广东省清远市清新县太和镇花尖山西侧太和洞风景游览区，为清远市清新县的一个县级文物保护单位，类型为古遗址，公布时间为1995年。
太和洞建筑遗址的历史年代为清咸丰四年（1951）。